# Ada (Oklahoma)
Ada è una città della Contea di Pontotoc, in Oklahoma, con una popolazione di 16 481 abitanti.

## Storia
La città fu fondata negli anni 1890 ed era parte della Chickasaw Nation, nel Territorio indiano, in un'area allora chiamata Daggs Prairie (lett. "La prateria dei Daggs"), dal nome della famiglia di James e John Daggs. Uno dei primi coloni, Jeff Reed, presentò il nome della figlia perché fosse accettato come denominazione dell'ufficio postale locale e il 10 luglio 1891 l'insediamento divenne noto come Ada. La città vide una rapida crescita demografica con l'arrivo della ferrovia. Negli anni successivi ha continuato a svilupparsi economicamente, mantenendo un ruolo importante all'interno della contea.